# Eulogy Recordings
La Eulogy Recordings è un'etichetta discografica con sede a Fort Lauderdale in Florida specializzata nel metalcore. L'etichetta è stata fondata dall'ex chitarrista hardcore punk John Wylie. Originariamente aveva un accordo per la distribuzione esclusiva in Europa con la Good Life Recordings, poi sostituita dalla Alveran Records.

## Band sotto contratto
- Black My Heart
- The Burning Season
- Calico System
- Casey Jones
- Die Young
- Fjord
- Hoods
- Kids Like Us
- Kingdom
- Know The Score
- Nevea Tears
- Split Fifty
- Paddock Park
- Shattered Realm
- Summers End
- The Mongoloids
- The Spotlight
- Thick as Blood
- Turmoil
- Will to Live
- Wisdom in Chains
- Fallen From the Sky
- Years Spent Cold

### Band passate
- 200 North
- Age of Ruin
- Albert React
- Arma Angelus
- Bird of Ill Omen
- Bury Your Dead
- Christiansen
- Dancefloor Justice
- Dashboard Confessional
- Esteem
- Evergreen Terrace
- Forever and a Day
- Glasseater
- Keepsake
- Morning Again
- New Day Rising
- New Found Glory
- On Broken Wings
- Rag Men
- Red Letter Day
- Red Roses For a Blue Lady
- Santa Sangre
- Spread the Disease
- Set Your Goals
- The China White
- The Drama Summer
- The Judas Cradle
- The Low End Theory
- This Day Forward
- Trust No One
- Twelve Tribes
- Unearth
- Unsung Zeros
- Until the End
- Upheaval
- Walls of Jericho
- The Warriors
- Where Fear and Weapons Meet